# Star Wars: Knights of the Old Republic II – The Sith Lords
Star Wars: Knights of the Old Republic II – The Sith Lords é um RPG eletrônico desenvolvido pela Obsidian Entertainment e publicado pela LucasArts. É sequência do aclamado Star Wars: Knights of the Old Republic e foi lançado para Xbox em 6 de Dezembro de 2004, para Windows em 8 de Fevereiro de 2005, e para OS X e Linux em 21 de Julho de  2015. O jogo se baseia no período da Velha República, aproximadamente quatro mil anos antes dos eventos vistos em A Ameaça Fantasma.

## Jogabilidade
O jogador interpreta um personagem personalizável. Seguindo o estilo funcional típico dos RPGs, o jogo possui atributos básicos que permitem melhores resultados em ações relacionadas a eles. Por exemplo, o atributo Wisdom (Sabedoria, em português) permite que o jogador ganhe mais pontos de Força para usar em poderes da Força, além de torná-los mais efetivos.

## Recepção
Em 2010, o jogo foi incluído no livro 1001 Video Games You Must Play Before You Die (1001 Jogos Eletrônicos que Você Deve Jogar Antes de Morrer, em tradução livre).